# Copa de Competencia El Diario 1904
La Copa de Competencia "El Diario" de 1904 o Copa El Diario 1904, fue la primera edición de esta competición oficial y de carácter nacional, organizada por la Argentine Football Association.
Fue disputada por 16 de los 21 equipos de la Tercera División.
La competencia consagró campeón al cuarto equipo de Estudiantes, al vencer por 3 a 0 en la final al segundo equipo de Instituto Americano.

## Sistema de disputa
Los equipos se enfrentaron entre sí por eliminación directa a partido único.
Los partidos en general se jugaron en cancha neutral. En caso de igualdad, se disputó tiempo extra. De persistir la igualdad, se jugó un partido desempate donde, de persistir la igualdad, se jugó tiempo extra. En caso de igualdad en cancha no neutral, el desempate se disputó en la cancha del equipo que fue visitante.

## Equipos participantes
| Equipo                         | Ciudad          |
| ------------------------------ | --------------- |
| Almagro                        | Buenos Aires    |
| Argentino de Quilmes           | Quilmes         |
| Barracas III                   | Buenos Aires    |
| Barracas IV                    | Buenos Aires    |
| Belgrano de Ejercicios Físicos | Buenos Aires    |
| Estudiantes III                | Buenos Aires    |
| Estudiantes IV                 | Buenos Aires    |
| Estudiantil Porteño            | Buenos Aires    |
| General Urquiza                | Buenos Aires    |
| Instituto Americano            | Adrogué         |
| Instituto Americano II         | Adrogué         |
| Lomas Juniors                  | Lomas de Zamora |
| Maldonado                      | Buenos Aires    |
| Maldonado II                   | Buenos Aires    |
| San Isidro II                  | San Isidro      |
| Villa Ballester                | Villa Ballester |

## Fase final
En cada cruce se muestra el resultado global.
|  | Octavos de final               | Octavos de final       |                         |                     | Cuartos de final | Cuartos de final |  |                     | Semifinales | Semifinales    |   |  | Final | Final |  |
|  |                                |                        |                         |                     |                  |                  |  |                     |             |                |   |  |       |       |  |
|  |                                |                        |                         |                     |                  |                  |  |                     |             |                |   |  |       |       |  |
|  | Estudiantil Porteño            | 4                      |                         |                     |                  |                  |  |                     |             |                |   |  |       |       |  |
|  | Estudiantil Porteño            | 4                      |                         |                     |                  |                  |  |                     |             |                |   |  |       |       |  |
|  | General Urquiza                | 0                      |                         |                     |                  |                  |  |                     |             |                |   |  |       |       |  |
|  | General Urquiza                | 0                      |                         | Estudiantil Porteño | 1                |                  |  |                     |             |                |   |  |       |       |  |
|  |                                |                        |                         | Estudiantil Porteño | 1                |                  |  |                     |             |                |   |  |       |       |  |
|  |                                |                        | Villa Ballester         | 0                   |                  |                  |  |                     |             |                |   |  |       |       |  |
|  | Villa Ballester                | 2                      | Villa Ballester         | 0                   |                  |                  |  |                     |             |                |   |  |       |       |  |
|  | Villa Ballester                | 2                      |                         |                     |                  |                  |  |                     |             |                |   |  |       |       |  |
|  | San Isidro II                  | 1                      |                         |                     |                  |                  |  |                     |             |                |   |  |       |       |  |
|  | San Isidro II                  | 1                      |                         |                     |                  |                  |  | Estudiantil Porteño | 0           |                |   |  |       |       |  |
|  |                                |                        |                         |                     |                  |                  |  | Estudiantil Porteño | 0           |                |   |  |       |       |  |
|  |                                |                        | Estudiantes IV          | 3                   |                  |                  |  |                     |             |                |   |  |       |       |  |
|  | Estudiantes IV                 | 3                      | Estudiantes IV          | 3                   |                  |                  |  |                     |             |                |   |  |       |       |  |
|  | Estudiantes IV                 | 3                      |                         |                     |                  |                  |  |                     |             |                |   |  |       |       |  |
|  | Belgrano de Ejercicios Físicos | 1                      |                         |                     |                  |                  |  |                     |             |                |   |  |       |       |  |
|  | Belgrano de Ejercicios Físicos | 1                      |                         | Estudiantes IV      | 6                |                  |  |                     |             |                |   |  |       |       |  |
|  |                                |                        |                         | Estudiantes IV      | 6                |                  |  |                     |             |                |   |  |       |       |  |
|  |                                |                        | Barracas III            | 1                   |                  |                  |  |                     |             |                |   |  |       |       |  |
|  | Lomas Juniors                  |                        | Barracas III            | 1                   |                  |                  |  |                     |             |                |   |  |       |       |  |
|  |                                |                        |                         |                     |                  |                  |  |                     |             |                |   |  |       |       |  |
|  | Barracas III                   |                        |                         |                     |                  |                  |  |                     |             |                |   |  |       |       |  |
|  |                                |                        |                         |                     |                  |                  |  |                     |             | Estudiantes IV | 3 |  |       |       |  |
|  |                                |                        |                         |                     |                  |                  |  |                     |             |                | 3 |  |       |       |  |
|  |                                |                        | Instituto Americano II  | 0                   |                  |                  |  |                     |             |                |   |  |       |       |  |
|  | Instituto Americano            | 1                      | Instituto Americano II  | 0                   |                  |                  |  |                     |             |                |   |  |       |       |  |
|  | Instituto Americano            | 1                      |                         |                     |                  |                  |  |                     |             |                |   |  |       |       |  |
|  | Barracas IV                    | 0                      |                         |                     |                  |                  |  |                     |             |                |   |  |       |       |  |
|  | Barracas IV                    | 0                      |                         | Instituto Americano | 3                |                  |  |                     |             |                |   |  |       |       |  |
|  |                                |                        |                         | Instituto Americano | 3                |                  |  |                     |             |                |   |  |       |       |  |
|  |                                |                        | Argentino de Quilmes II | 1                   |                  |                  |  |                     |             |                |   |  |       |       |  |
|  | Estudiantes III                | 1                      | Argentino de Quilmes II | 1                   |                  |                  |  |                     |             |                |   |  |       |       |  |
|  | Estudiantes III                | 1                      |                         |                     |                  |                  |  |                     |             |                |   |  |       |       |  |
|  | Argentino de Quilmes II        | 2                      |                         |                     |                  |                  |  |                     |             |                |   |  |       |       |  |
|  | Argentino de Quilmes II        | 2                      |                         |                     |                  |                  |  | Instituto Americano | 2           |                |   |  |       |       |  |
|  |                                |                        |                         |                     |                  |                  |  | Instituto Americano | 2           |                |   |  |       |       |  |
|  |                                |                        | Instituto Americano II  | 6                   |                  |                  |  |                     |             |                |   |  |       |       |  |
|  | Instituto Americano II         |                        | Instituto Americano II  | 6                   |                  |                  |  |                     |             |                |   |  |       |       |  |
|  |                                |                        |                         |                     |                  |                  |  |                     |             |                |   |  |       |       |  |
|  | Maldonado II                   |                        |                         |                     |                  |                  |  |                     |             |                |   |  |       |       |  |
|  |                                | Instituto Americano II | 2                       |                     |                  |                  |  |                     |             |                |   |  |       |       |  |
|  |                                |                        | 2                       |                     |                  |                  |  |                     |             |                |   |  |       |       |  |
|  |                                |                        | Almagro                 | 1                   |                  |                  |  |                     |             |                |   |  |       |       |  |
|  | Almagro                        | 5                      | Almagro                 | 1                   |                  |                  |  |                     |             |                |   |  |       |       |  |
|  | Almagro                        | 5                      |                         |                     |                  |                  |  |                     |             |                |   |  |       |       |  |
|  | Maldonado                      | 0                      |                         |                     |                  |                  |  |                     |             |                |   |  |       |       |  |
|  | Maldonado                      | 0                      |                         |                     |                  |                  |  |                     |             |                |   |  |       |       |  |
|  |                                |                        |                         |                     |                  |                  |  |                     |             |                |   |  |       |       |  |

### Cuartos de final
| 23 de octubre | Estudiantes IV | 6:1 | Barracas III |  |  |

| 23 de octubre | Estudiantil Porteño | 1:0 | Villa Ballester | Cancha de Estudiantes, Buenos Aires |  |

### Semifinales
| 30 de octubre | Estudiantil Porteño | 0:3 | Estudiantes IV             | Colegio Nacional Oeste, Buenos Aires |  |
|               |                     |     | Schnack · Barreiro · Young |                                      |  |

| 30 de octubre | Instituto Americano | 1:1 | Instituto Americano II | Cancha de Instituto Americano, Adrogué |  |
|               | Galup (pen.)        |     | Bunge                  |                                        |  |

#### Desempate
| 1 de noviembre | Instituto Americano II            | 5:1 | Instituto Americano | Cancha de Instituto Americano, Adrogué |  |
|                | Plá · Bunge · Pennycook · Origone |     | Roscoe              |                                        |  |

### Final
| 6 de noviembre | Estudiantes IV | 3:0 | Instituto Americano II | Cancha de Flores, Buenos Aires |  |
|                | Ham · Young    |     |                        |                                |  |

|                                    |
|                                    |
| Campeón Estudiantes IV 1.er título |

## Estadísticas
| Pos. | Equipo                         | Pts. | J | G | E | P | GF | GC | DG | Ef.    |
| ---- | ------------------------------ | ---- | - | - | - | - | -- | -- | -- | ------ |
| 1.°  | Estudiantes IV                 | 8    | 4 | 4 | 0 | 0 | 15 | 2  | 13 | 100%   |
| 2.°  | Instituto Americano II         | 7    | 5 | 3 | 1 | 1 | 8  | 6  | 2  | 70%    |
| 3.°  | Instituto Americano            | 5    | 4 | 2 | 1 | 1 | 6  | 7  | -1 | 62,5%  |
| 4.°  | Estudiantil Porteño            | 4    | 3 | 2 | 0 | 1 | 5  | 3  | 2  | 66,67% |
| 5.°  | Almagro                        | 2    | 2 | 1 | 0 | 1 | 6  | 2  | 4  | 50%    |
| 6.°  | Villa Ballester                | 2    | 2 | 1 | 0 | 1 | 2  | 2  | 0  | 50%    |
| 7.°  | Argentino de Quilmes II        | 2    | 2 | 1 | 0 | 1 | 3  | 4  | -1 | 50%    |
| 8.°  | Barracas III                   | 2    | 2 | 1 | 0 | 1 | 1  | 6  | -5 | 50%    |
| 9.°  | Lomas Juniors                  | 0    | 1 | 0 | 0 | 1 | —  | —  | —  | 0%     |
| 9.°  | Maldonado II                   | 0    | 1 | 0 | 0 | 1 | —  | —  | —  | 0%     |
| 11.° | Estudiantes III                | 0    | 1 | 0 | 0 | 1 | 1  | 2  | -1 | 0%     |
| 11.° | San Isidro II                  | 0    | 1 | 0 | 0 | 1 | 1  | 2  | -1 | 0%     |
| 13.° | Barracas IV                    | 0    | 1 | 0 | 0 | 1 | 0  | 1  | -1 | 0%     |
| 14.° | Belgrano de Ejercicios Físicos | 0    | 1 | 0 | 0 | 1 | 1  | 3  | -2 | 0%     |
| 15.° | General Urquiza                | 0    | 1 | 0 | 0 | 1 | 0  | 4  | -4 | 0%     |
| 16.° | Maldonado                      | 0    | 1 | 0 | 0 | 1 | 0  | 5  | -5 | 0%     |